# Giovanni Columbu
Giovanni Columbu (Nuoro, 19 ottobre 1949) è un artista e regista italiano.

## Biografia

### Gli esordi a Milano
Giovanni Columbu, artista e regista cinematografico. Nato a Nuoro il 19 ottobre 1949 ma originario di Ollolai, vive e compie gli studi a Milano, si diploma al Liceo Artistico di Brera e si laurea alla Facoltà di Architettura col massimo dei voti e la pubblicazione della tesi. 
Nel 1967 con alcuni compagni di liceo, Paolo Rosa, Leonardo Sangiorgi, Tullio Brunone e Mario Godani, costituisce lo Studio G28, acronimo dell’ubicazione in via Garibaldi 28, dove realizza opere di pittura, di scultura e di fotografia che trovano accoglimento in alcune gallerie milanesi e alla X Quadriennale di Roma. Nel 1976 assieme a Ettore Pasculli espone alla Galleria Toselli una serie di fotomontaggi sugli effetti criminalizzanti di alcune immagini che ricorrono nella cronaca nera. Qualche mese dopo, con Pasculli, Rosa e Brunone, costituisce il Laboratorio di Comunicazione Militante (LCM) che approfondisce la ricerca sulle distorsioni operate dai mass media e in generale sul rapporto tra arte e comunicazione sociale. Seguono mostre a Milano, alla Rotonda della Besana e al Palazzo della Permanente, poi alla Biennale di Venezia. La ricerca del LCM suscita l’interesse di critici tra i quali Mario De Michelis, Tommaso Trini e Umberto Eco. Recentemente la stessa ricerca è stata oggetto di nuovi studi curati da Angela Madesani e di altre esposizioni in diversi musei e gallerie. 

### L’esperienza televisiva
Nel 1979 a seguito di un concorso pubblico si trasferisce a Cagliari per lavorare come programmista regista alla RAI. Realizza documentari e programmi televisivi caratterizzati da soluzioni visive e format innovativi. Alcuni documentari vengono acquistati da emittenti tv in diversi paesi del mondo. Tra questi Visos (in italiano “Sogni”) e Villages and Villages con cui vince il Prix Europa nel 1989. Durante il montaggio di Visos, girato in pellicola, comincia a optare per le immagini più vere e vitali anche se grammaticalmente imperfette. Sulla realizzazione di Visos pubblica un libro con prefazione di Cesare Musatti.

### L’impegno culturale
Negli anni 90, a seguito della progressiva chiusura delle programmazioni culturali regionali della RAI e in attesa che decolli il progetto di un primo film per il cinema, “Arcipelaghi”, si presta a fare l’Assessore alla cultura a Quartu Sant’Elena, una città di cui si dice che sarebbe un luogo in cui è impossibile fare cultura a causa del forte degrado urbano e l’assenza di luoghi di incontro. Columbu inventa degli spettacoli ambientati nei cortili delle antiche case contadine, le lollas. La formula riscuote successo. La città vive un’inaspettata stagione di fermento culturale e ritrova una centralità attestata dall’inversione del pendolarismo col vicino capoluogo cagliaritano. Su questa esperienza pubblica il libro Lollas, la città immateriale con prefazione di Renato Nicolini.

### Il cinema
Nel 1999 si dimette dalla RAI. Avvia la produzione del film Arcipelaghi e in pochi mesi porta a compimento il film. Il cast è composto da non attori che recitano in sardo. Il racconto è svolto attraverso i ricordi dei protagonisti, la frammentazione temporale e la reiterazione delle scene che allude all’incertezza della verità. Seguono diversi documentari e nel 2012, dopo molte difficoltà e una sottoscrizione pubblica, realizza il film Su Re tratto dai Vangeli. Dopo questa opera seconda le invenzioni sul linguaggio e i metodi emersi nel corso della lavorazione lo inducono a ritenere di dover ancora produrre l’opera prima. Nel 2017 realizza il film Surbiles sulle donne vampiro della Sardegna. 
Attualmente lavora a un film di animazione.
Sulle inquadrature, scrive: Non devono essere belle ma invisibili, altrimenti disturbano”. Sulla direzione degli attori: “L’atto cruciale non è dirigerli ma sceglierli. Sul metodo: Vale una sola volta, o poche volte, finché non viene capito. L’insieme dei metodi serve a preparare gli interpreti e al contempo mantenere viva la loro impreparazione. Sull’uso della MDP: Evito che si limiti a seguire quello che accade. Mi piace che agisca come uno spirito che a volte anticipa gli accadimenti e a volte si distrae e si rivolge altrove. Sulla seconda unità di ripresa: La sollecito a cercare un punto di vista che non favorirò, che non voglio e non devo conoscere, perché deve agire senza il mio consenso. Così amplio il limite della mia regia.
l suo primo lungometraggio è del 2001, dal titolo Arcipelaghi.
Il suo secondo lungometraggio, Su Re, è stato distribuito dalla Sacher Distribuzione; ambientato in Sardegna, il film è incentrato sulla passione di Cristo e i dialoghi sono in lingua sarda

### Vita privata
È padre dell’attrice Simonetta Columbu interprete di diversi film e della serie televisiva Che Dio ci aiuti. Figlio di Michele Columbu, letterato e politico sardista, e di Simonetta Giacobbe, scrittrice impegnata socialmente. È anche nipote di Dino Giacobbe fondatore del Partito Sardo d'Azione assieme a Emilio Lussu e altri reduci della Prima Guerra Mondiale.

### Esperienze politiche
È stato iscritto al Partito Sardo d'Azione di cui ritiene ancora validi i valori originari. Nel 2015 un gruppo di militanti gli chiede di candidarsi come segretario politico. La ragione dichiarata è rendere possibile un rinnovamento. Accetta e viene eletto. Nel congresso nazionale che si celebra alcuni mesi dopo, la parte che lo sostiene vince e lo nomina presidente del partito. La vittoria comporta un cambio ai vertici a cui però non segue il rinnovamento promesso. Nell’aprile del 2017, in completo disaccordo con le posizioni prevalenti nel consiglio nazionale, si dimette, annulla l’iscrizione al partito e torna a dedicarsi a tempo pieno al proprio lavoro di regista. 

## Filmografia

### Regista e sceneggiatore

#### Cortometraggi
- Dialoghi trasversali, documentario (1989)
- Villages and villages, documentario (1991, vincitore Prix Europa di Berlino[4])
- Visos. Sogni, segnali, avvisi, documentario (1983 ri-editato nel 1985)
- Ritratto di Pablo Volta (2004)
- Il Lavoro e le Passioni (2005)
- Storie Brevi (2005)
- Fare Cinema in Sardegna (2007)
- Ricordando Nivola (2009)
- Itinera Romanica (2010)
- Franco Piavoli (2015)
- Il Segno e il Mito (2018)

#### Lungometraggi
- Arcipelaghi (2001)
- Su Re (2012)
- Surbiles (2017)
- Balentes (2024)

## Programmi Televisivi
- Collaborazione al programma Moda (1986)
- Collaborazione al programma La Notte della Repubblica (1987)
- Tempi Stretti (1987)
- Maestrale (1988)

## Mostre d’arte
- La distorsione della realtà nelle immagini dei mass media - Galleria Toselli (1976)
- Strategia d’Informazione - Rotonda della Besana di Milano (1976)
- Ambiente come Sociale - XXVII Biennale d’Arte di Venezia (1976)
- Fotografia tra Documentazione e Poieusi - Palazzo della Permanente di Milano (1977)
- Immagine Arma Impropria - Casa del Mantegna di Mantova (1978)
- Immagini Sonore - Galleria d’Arte Moderna di Cagliari (1981)
- Disobedience Archive - Castello di Rivoli di Torino /2013)
- Armamentari - Spazio Mudima di Milano (2013)
- Appunti e Disegni per Su Re - Centro San Fedele di Milano (2015)
- L’Immagine come Controinformazione - PAN Palazzo delle Arti di Napoli (2015)
- Il Di/segno del Cinema - Palazzo di Città di Cagliari (2015)
- Arte come profezia - Galleria Crobu di Cagliari (2016)
- Paesaggio Arcaico con Figure - Galleria PMA di Cagliari (2016)
- Disegni Costruttivi - Pinacoteca Comunale di Oristano (2017)

## Pubblicazioni
- Il Golpe di Ottana - Ed. Facoltà di Architettura (1976)
- L’Arma dell’Immagine - Ed. Mazzotta (1979)
- Visos, Sogni Visioni Avvisi - Ed. Ilisso (1992)
- Lollas, la Città Immateriale - Ed. Cuec (1998)